# J.M. Barrie

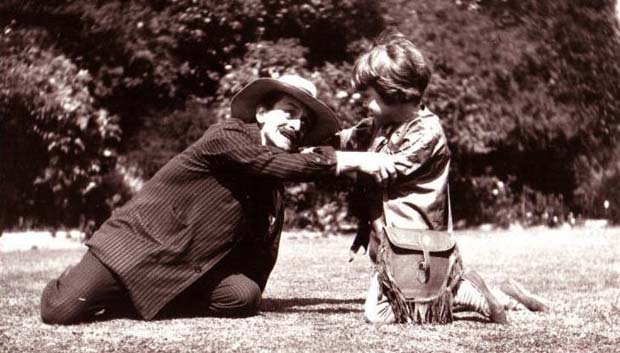
J.M. Barrie speelt kapitein Haak en Michael Llewelyn Davies speelt Peter Pan

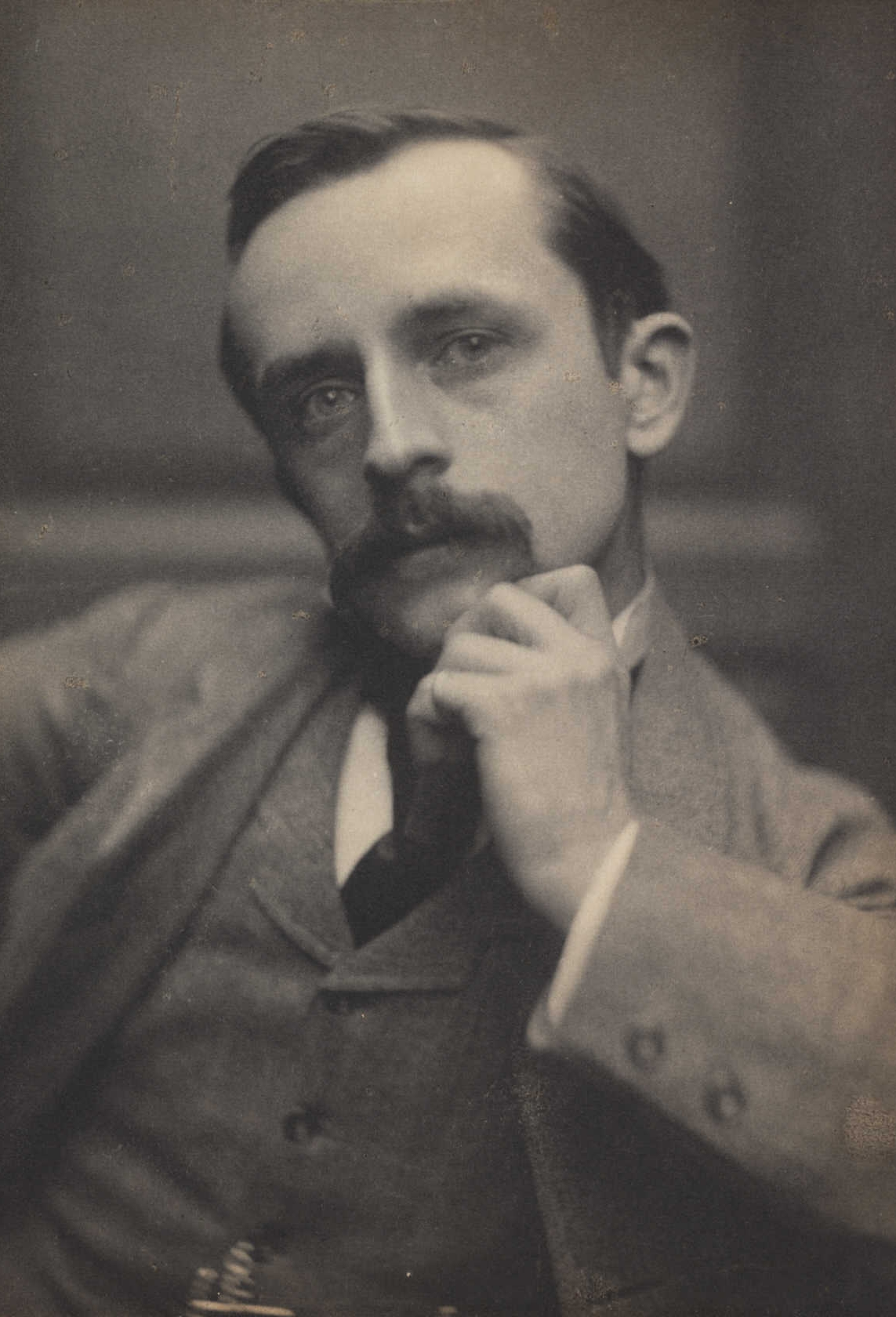
J.M. Barrie, 1892

James Matthew Barrie (Kirriemuir (Schotland), 9 mei 1860 – Londen, 19 juni 1937) was een Schots auteur en dramaturg. Hij is vooral bekend van de verhalen rond Peter Pan. Hij bedacht deze oorspronkelijk voor enkele kinderen, die hij met hun gouvernante in Kensington Gardens ontmoet had toen hij zijn hond Porthos uitliet. Later geraakte hij bevriend met de moeder, Sylvia Llewelyn Davies.

## Jeugd
Barrie was het negende kind van David Barrie en Margaret Ogilvy. Zijn jeugd werd getekend door een drama. Zijn oudere broer David junior overleed op twaalfjarige leeftijd aan hersenvliesontsteking. Barrie was zelf zes jaar en zag hoe zijn moeder werd overweldigd door dit verlies. Hij probeerde haar te troosten door zich te gedragen als een soort plaatsvervanger en de kleding van zijn oudere broer te dragen. In zijn Schrift  Margaret Ogilvy uit 1896 beschrijft hij dat zijn moeder nog altijd met zijn broer probeerde te praten. Voor haar was David de jongen die nooit zou opgroeien om haar te verlaten. Het drama speelt zeker een rol in de verhalen en het toneelstuk dat Barrie later zou schrijven over Peter Pan, een jongen die niet wil opgroeien.
Barrie bezocht scholen in Glasgow, Forfar en Dumfries en raakte geïnteresseerd in toneel. Op Dumfries Academy raakte hij bevriend met de broers Gordon, en in de tuin van hun ouderlijk huis ontwikkelden zich de piraten- en andere spelletjes die hem later inspireerden tot zijn jeugdwerk. Op Dumfries ook formeerde hij een toneelclub.

## Schrijver
Barrie schreef zijn eigen toneelstukken en was van plan om schrijver te worden. Zijn familie haalde hem echter over om te studeren en hij schreef zich in aan de Universiteit van Edinburgh. Hij bleef echter schrijven, aanvankelijk theaterkritieken en later columns over zijn geboorteplaats Kirriemuir. De columns werkte hij later uit in zijn eerste boeken zoals Auld Licht Idylls en A Window in Thrums. Het theater bleef trekken en al snel schreef hij weer toneelstukken zoals Ibsen's Ghost (1891) en oogstte hij successen in onder andere Toole's theater in Londen. Hij schreef verder toneelstukken als Quality Street, The Twelve Pound Look (tot Nederlands hoorspel verwerkt als Wat elke vrouw waard is),The Admirable Crighton en What Every Woman Knows (in Nederland opgevoerd als Wat iedere vrouw wel weet). In 1894 huwde hij actrice Mary Ansell. Het huwelijk bleef kinderloos. Toen Ansell een affaire kreeg, besloot Barrie er een punt achter te zetten. In 1909 gingen ze uit elkaar.

## Peter Pan
In 1897 ontmoette Barrie de (toen nog) drie zoontjes van de familie Llewelyn Davies en hun gouvernante Mary Hodgson in Kensington Gardens in Londen. Barrie had de gewoonte daar zijn hond uit te laten. Barrie raakte bevriend met de kinderen en later ook met hun moeder Sylvia. Al snel speelde Barrie allerlei avontuurlijke spelletjes met de kinderen, waarin piraten en Indianen optraden. De spelletjes vormden de basis voor verhalen met als hoofdfiguur een personage dat hem beroemd zou maken, Peter Pan. Het fantasieverhaal van piraten, indianen en zeemeerminnen ontstond tijdens een zomervakantie die hij met de familie doorbracht in Tilford, Surrey. Wanneer de ouders van de familie Llewelyn Davies in het begin van de jaren 1900 overlijden zal Barrie, die in zijn huwelijk zelf kinderloos was, de kinderen financieel steunen en als hun voogd optreden. In 1901 voltooide hij Quality Street.
In 1902 schreef hij The Little White Bird, met daarin het eerste optreden van Peter Pan. In 1904 werd Peter Pan, or The Boy Who Wouldn't Grow Up voor het eerst opgevoerd. In 1911 verscheen Barries roman over Peter Pan onder de titel Peter and Wendy. Het verhaal over de jongen die niet wilde opgroeien, is niet alleen terug te voeren op de jong gestorven broer van Barrie, maar ook op Barrie zelf. Hij was klein van postuur en speelde graag met kinderen. Hij verzon allerlei avonturen die eigenlijk meer door kinderen werden gewaardeerd dan door volwassenen.
De relatie tussen Barrie en de kinderen heeft later vuur gegeven aan geruchten dat hij pedofiel was. De kinderen zelf hebben verklaard nooit iets van enige seksuele toenadering te hebben gemerkt. Er was eerder sprake van een eenzame (kinderloze) man, die eigenlijk zijn hele leven kind bleef en het gezelschap zocht van kinderen voor onschuldig vertier.
In de psychiatrie wordt een man die niet wil opgroeien en blijft steken in zijn fantasie over de kindertijd, beschreven als lijdend aan het syndroom van Peter Pan.

## Dood
Barrie bleef schrijven en had wisselend succes met zijn werken. In 1937 overleed hij aan de gevolgen van een longontsteking. Bij zijn overlijden bleek dat J.M. Barrie de auteursrechten van Peter Pan geschonken had aan het Great Ormond Street Hospital in Londen. Tot 2007 kon dit kinderziekenhuis genieten van de opbrengst van deze rechten.